# Music Hal
Music Hal – wydany w roku 2005 album grupy Zakopower. W produkcji płyty uczestniczył Mateusz Pospieszalski, który również skomponował część utworów i zaprosił do nagrań swoich przyjaciół z innych zespołów. To dzięki nim płyta pozostała blisko tradycyjnych góralskich korzeni mimo nowoczesnych brzmień i klubowych aranżacji.
Nagrania dotarły do 7. miejsca listy OLiS.  

## Lista utworów i wykonawcy
| 1.  | Kiebyś Ty... | 3:37  |
|     | - Mateusz Pospieszalski - muzyka, programowanie, aranżacja - Sebastian Karpiel - słowa, prym, śpiew, chór - Bartłomiej Kudasik - słowa, sekund 1, chór - Wojciech Topa - słowa, sekund 2, chór - Józef Chyc - słowa, basy, chór - Wanda Szado Kudasikowa - słowa - Tomas Sanches - instrumenty perkusyjne - Karim Martusewicz - kontrabas - Piotr Żyżelewicz - perkusja |       |
| 2.  | Poziom adrenaliny | 3:14  |
|     | - Mateusz Pospieszalski - muzyka, instrumenty klawiszowe, aranżacja - Sebastian Karpiel - słowa, prym, śpiew, chór - Bartłomiej Kudasik - słowa, sekund 1, chór - Wojciech Topa - słowa, sekund 2, chór - Józef Chyc - słowa, basy, chór - Marek Pospieszalski - skrecz - Karim Martusewicz - kontrabas - Piotr Rychlec - programowanie |       |
| 3.  | Ballada o Józku | 6:14  |
|     | - Mateusz Pospieszalski - muzyka, instrumenty klawiszowe, instrumenty perkusyjne, aranżacja - Sebastian Karpiel - słowa, prym, śpiew - Bartłomiej Kudasik - słowa, sekund 1 - Wojciech Topa - sekund 2 - Józef Chyc - basy - Marek Pospieszalski - skrecz - Piotr Rychlec - programowanie |       |
| 4.  | Krapka soli | 5:21  |
|     | - Jan Pospieszalski - muzyka - Bartłomiej Kudasik - słowa, sekund 1, chór - Sebastian Karpiel - prym, śpiew - Wojciech Topa - sekund 2, chór - Józef Chyc - basy, chór - Karim Martusewicz - kontrabas - Marek Pospieszalski - skrecz - Piotr Rychlec - instrumenty klawiszowe, programowanie, aranżacja - Mateusz Pospieszalski - instrumenty klawiszowe, aranżacja |       |
| 5.  | Zol miłości | 5:03  |
|     | - Mateusz Pospieszalski - muzyka, instrumenty klawiszowe, aranżacja - Wanda Szado Kudasikowa - słowa - Bogusława Kudasik - śpiew - Sebastian Karpiel - prym, chór - Bartłomiej Kudasik - sekund 1, chór - Wojciech Topa - sekund 2, chór - Józef Chyc - basy, chór - Marcin Pospieszalski - bas - Piotr Żyżelewicz - perkusja - Piotr Rychlec - programowanie |       |
| 6.  | Siadoj z nami | 3:15  |
|     | - Karim Martusewicz - muzyka, kontrabas - Sebastian Karpiel - słowa, prym, śpiew, chór - Bartłomiej Kudasik - słowa, sekund 1, chór - Wojciech Topa - sekund 2, chór - Józef Chyc - basy, chór - Tomas Sanches - instrumenty perkusyjne - Piotr Rychlec - programowanie - Mateusz Pospieszalski - aranżacja |       |
| 7.  | Milczenie owiec | 6:01  |
|     | - Mateusz Pospieszalski - muzyka, instrumenty klawiszowe, instrumenty perkusyjne, aranżacja - Bartłomiej Kudasik - słowa, sekund 1, chór - Sebastian Karpiel - prym, śpiew, chór - Wojciech Topa - sekund 2, chór - Józef Chyc - basy, chór - Marcin Pospieszalski - kontrabas - Tomas Sanches - instrumenty perkusyjne - Piotr Żyżelewicz - perkusja - Piotr Rychlec - programowanie                                                                                        |       |
| 8.  | Obidi Maju | 4:46  |
|     | - Mateusz Pospieszalski - muzyka, słowa, instrumenty klawiszowe, aranżacja - Bartłomiej Kudasik - słowa, sekund 1, chór - Sebastian Karpiel - prym, śpiew, chór - Wojciech Topa - sekund 2, chór - Józef Chyc - basy, chór - Antosia i Jasiek Kudasik - chórek - Mateusz Hulbój - chórek - Hanna Topa - chór - Bogusława Kudasik - chór - Tomas Sanches - instrumenty perkusyjne - Marek Pospieszalski - skrecz - Marcin Pospieszalski - bas - Piotr Rychlec - programowanie |       |
| 9.  | Kiedy se póde | 3:37  |
|     | - Lidia Pospieszalska - muzyka - Sebastian Karpiel - słowa, prym, śpiew, chór - Bartłomiej Kudasik - słowa, sekund 1, chór - Wojciech Topa - sekund 2, chór - Józef Chyc - basy, chór - Tomas Sanches - instrumenty perkusyjne - Marcin Pospieszalski - kontrabas - Mateusz Pospieszalski - instrumenty klawiszowe, instrumenty perkusyjne, aranżacja - Piotr Rychlec - programowanie                                                                                        |       |
| 10. | Kac | 4:23  |
|     | - Mateusz Pospieszalski - muzyka, instrumenty klawiszowe, aranżacja - Piotr Rychlec - muzyka, instrumenty klawiszowe, programowanie, aranżacja - Wanda Czubernatowa - słowa - Sebastian Karpiel - prym, koza, śpiew, chór - Bartłomiej Kudasik - sekund 1, butelka z winem, chór - Wojciech Topa - sekund 2, chór - Józef Chyc - basy, chór - Marek Pospieszalski - skrecz - Tomas Sanches - instrumenty perkusyjne - Karim Martusewicz - piła                               |       |
| 11. | Ramala | 4:40  |
|     | - Mateusz Pospieszalski - muzyka, aranżacja - Józef Chyc - słowa, basy, chór - Sebastian Karpiel - słowa, prym, śpiew, chór - Bartłomiej Kudasik - słowa, sekund 1, chór - Wojciech Topa - słowa, sekund 2, chór - Wanda Szado Kudasikowa - słowa - Tomas Sanches - instrumenty perkusyjne - Marcin Pospieszalski - bas - Piotr Żyżelewicz - perkusja |       |
| 12. | Pozdrowienie | 2:42  |
|     | - Marcin Pospieszalski - muzyka - Kazimierz Przerwa-Tetmajer - słowa - Bogusława Kudasik - śpiew - Sebastian Karpiel - prym, chór - Bartłomiej Kudasik - sekund 1, chór - Wojciech Topa - sekund 2, chór - Józef Chyc - basy, chór - Zakopower - aranżacja |       |
|     | | 52:53 |
|     | |       |
Produkcja muzyczna i mix - Mateusz Pospieszalski
Nagrań dokonano w Media Studio, Matika Studio, Anatomy Studio, Mimofon Studio, Studio Burzy, Studio Olka Wilka, Studio u Karima.
Realizacja dźwięku - Piotr Rychlec
Mastering - Jacek Gawłowski